# Typhonia
Typhonia is een geslacht van vlinders uit de familie zakjesdragers (Psychidae). De wetenschappelijke naam van het geslacht is voor het eerst geldig gepubliceerd in 1834 door Jean Baptiste Boisduval
De typesoort van het geslacht is Bombyx lugubris Hübner, 1808 non Bombyx lugubris Fabricius, 1793 (= Typhonia ciliaris Ochsenheimer, 1810)

## Synoniemen
- Coracia Hübner, 1819; objectief synoniem
  - typesoort: Bombyx lugubris Hübner, 1808; per Thomas Bainbrigge Fletcher in 1929
- Melasina Boisduval, 1840; synoniem voor Typhonia per Lederer in 1853 en voor Coracia per Igor Vasilii Kozhanchikov in 1968
  - typesoort: Eyprepia ciliaris Ochsenheimer, 1810
- Melapsyche Kozhanchikov, 1956; synoniem voor Typhonia per Thomas Sobczyk in 2004
  - typesoort: Melapsyche multivenosa Kozhanchikov, 1956

## Soorten
- Typhonia abacodes (Meyrick, 1908)
- Typhonia accurata (Meyrick, 1922)
- Typhonia acmastis (Meyrick, 1917)
- Typhonia alla Zolotuhin & Prokovjev, 1998
- Typhonia alluaudiella (Viette, 1954)
- Typhonia amica (Meyrick, 1908)
- Typhonia anarmosta (Diakonoff, 1968)
- Typhonia anasactis (Meyrick, 1907)
- Typhonia animosa (Meyrick, 1913)
- Typhonia astracitis (Meyrick, 1918)
- Typhonia aulodoma (Meyrick, 1924)
- Typhonia autadelpha (Meyrick, 1905)
- Typhonia autochthonia (Meyrick, 1931)
- Typhonia autopetra (Meyrick, 1907)
- Typhonia beatricis Hättenschwiler, 2000
- Typhonia bettoni (Butler, 1898)
  - = Melasina hippias (Meyrick, 1921), gesynonymiseerd door Dierl in 1970
- Typhonia bimaculata Sobczyk & Schütte, 2010
- Typhonia bostrychota (Meyrick, 1920)
- Typhonia brachiata (Meyrick, 1919)
- Typhonia byrseis (Meyrick, 1934)
- Typhonia campestris (Meyrick, 1916)
- Typhonia capyrota (Meyrick, 1914)
- Typhonia certatrix (Meyrick, 1916)
- Typhonia christenseni Hättenschwiler, 1990
- Typhonia chlorotricha (Meyrick, 1916)
- Typhonia ciliaris (Ochsenheimer, 1810)
  - = Bombyx lugubris Hübner, 1808
- Typhonia circophora (Meyrick, 1909)
- Typhonia cirrhocephala (Meyrick, 1937)
- Typhonia cnaphalodes (Meyrick, 1917)
- Typhonia coagulata (Meyrick, 1919)
- Typhonia colonica (Meyrick, 1916)
- Typhonia corniculata (Meyrick, 1931)
- Typhonia craterodes (Meyrick, 1917)
- Typhonia cremata (Meyrick, 1916)
- Typhonia cylindraula (Meyrick, 1920)
- Typhonia decaryella (Viette, 1955)
- Typhonia deposita (Meyrick, 1919)
- Typhonia devincta (Meyrick, 1916)
- Typhonia diallactis (Meyrick, 1934)
- Typhonia dissoluta (Meyrick, 1908)
- Typhonia effervescens (Meyrick, 1911)
- Typhonia energa (Meyrick, 1905)
- Typhonia epiclera (Meyrick, 1907)
- Typhonia erethopa (Meyrick, 1934)
- Typhonia expedita (Meyrick, 1907)
- Typhonia expressa (Meyrick, 1916)
- Typhonia exsecrata (Meyrick, 1937)
- Typhonia fibriculatella (Viette, 1956)
- Typhonia folligera (Meyrick, 1920)
- Typhonia frenigera (Meyrick, 1911)
- Typhonia granularis (Meyrick, 1916)
- Typhonia gregaria (Meyrick, 1916)
- Typhonia gypsopetra (Meyrick, 1937)
- Typhonia halieutis (Meyrick, 1908)
- Typhonia hemithalama (Meyrick, 1935)
- Typhonia holodryas (Meyrick, 1934)
- Typhonia holoxyla (Meyrick, 1936)
- Typhonia homopercna (Meyrick, 1920)
- Typhonia hortatrix (Meyrick, 1924)
- Typhonia hyacinthias (Meyrick, 1920)
- Typhonia ichnophora (Meyrick, 1920)
- Typhonia immanis (Meyrick, 1908)
- Typhonia imminuta (Meyrick, 1914)
- Typhonia imparata (Meyrick, 1928)
- Typhonia imperfecta (Meyrick, 1922)
- Typhonia inarticulata (Meyrick, 1935)
- Typhonia incauta (Meyrick, 1914)
- Typhonia indigena (Meyrick, 1917)
- Typhonia infensa (Meyrick, 1916)
- Typhonia inimica (Meyrick, 1908)
- Typhonia interscissa (Meyrick, 1924)
- Typhonia inveterata (Meyrick, 1915)
- Typhonia isonephela (Meyrick, 1934)
- Typhonia isopeda (Meyrick, 1907)
- Typhonia isopoca (Meyrick, 1930)
- Typhonia isospila (Meyrick, 1908)
- Typhonia jactata (Meyrick, 1937)
- Typhonia korbi (Rebel, 1906)
- Typhonia kuldjaensis (Caradja, 1921)
- Typhonia lanyphaea (Meyrick, 1930)
- Typhonia lativagans (Meyrick, 1934)
- Typhonia lavata (Meyrick, 1930)
- Typhonia leucosceptra (Meyrick, 1907)
- Typhonia lignosa (Meyrick, 1917)
- Typhonia linicoma (Meyrick, 1914)
- Typhonia linodyta (Meyrick, 1921)
- Typhonia liochra (Meyrick, 1908)
- Typhonia marmarodes (Meyrick, 1920)
- Typhonia melicrana (Meyrick, 1930)
- Typhonia meliochra (Meyrick, 1915)
- Typhonia meliphaea (Meyrick, 1916)
- Typhonia metherca (Meyrick, 1916)
- Typhonia morbida (Meyrick, 1916)
- Typhonia multiplex (Meyrick, 1917)
- Typhonia multivenosa (Kozhanchikov, 1956)
- Typhonia murifica (Meyrick, 1922)
- Typhonia mylica (Meyrick, 1908)
- Typhonia nectaritis (Meyrick, 1915)
- Typhonia nigra (Meyrick, 1910)
- Typhonia nigrescens (Meyrick, 1920)
- Typhonia niphocosma (Meyrick, 1934)
- Typhonia nomadopis (Meyrick, 1935)
- Typhonia nota (Meyrick, 1919)
- Typhonia obtrectans (Meyrick, 1930)
- Typhonia ochrocoma (Meyrick, 1894)
- Typhonia ochthopsamma (Meyrick, 1934)
- Typhonia olenitis (Meyrick, 1915)
- Typhonia onthostola (Meyrick, 1937)
- Typhonia paraclasta (Meyrick, 1922)
- Typhonia paraphrictis (Meyrick, 1908)
- Typhonia paricropa (Meyrick, 1907)
- Typhonia paulusella Caradja, 1921
- Typhonia pelodoxa (Meyrick, 1928)
- Typhonia pelostrota (Meyrick, 1927)
- Typhonia pericrossa (Meyrick, 1907)
- Typhonia petrodes (Meyrick, 1914)
- Typhonia phaeocasis (Meyrick, 1934)
- Typhonia phaeogenes (Meyrick, 1919)
- Typhonia philippinensis Sobczyk, 2012
- Typhonia picea (Meyrick, 1917)
- Typhonia platyzona (Meyrick, 1905)
- Typhonia polycapnias (Meyrick, 1922)
- Typhonia practicopa (Meyrick, 1934)
- Typhonia praecepta (Meyrick, 1916)
- Typhonia psephota (Durrant, 1935)
- Typhonia ptochodora (Meyrick, 1917)
- Typhonia ptyalistis (Meyrick, 1937)
- Typhonia punctata (Herrich-Schäffer, 1854)
- Typhonia ramifera (Meyrick, 1916)
- Typhonia recondita (Durrant, 1935)
- Typhonia rhythmopis (Meyrick, 1928)
- Typhonia salicoma (Meyrick, 1918)
- Typhonia sauropa (Meyrick, 1908)
- Typhonia scrutaria (Meyrick, 1922)
- Typhonia semota (Meyrick, 1937)
- Typhonia seyrigiella (Viette, 1954)
- Typhonia siticulosa (Meyrick, 1920)
- Typhonia spanioctenis (Meyrick, 1930)
- Typhonia spumosa (Meyrick, 1920)
- Typhonia stabularia (Meyrick, 1908)
- Typhonia stelitis (Meyrick, 1908)
- Typhonia stibarodes (Meyrick, 1909)
- Typhonia stratifica (Meyrick, 1907)
- Typhonia stupea (Wallengren, 1875)
- Typhonia subacta (Meyrick, 1919)
- Typhonia susurrans (Meyrick, 1911)
- Typhonia systolaea (Meyrick, 1908)
- Typhonia tabernalis (Meyrick, 1911)
- Typhonia talaria (Meyrick, 1924)
- Typhonia tanyphaea (Meyrick, 1924)
- Typhonia tetraspila (Meyrick, 1905)
- Typhonia trepidans (Meyrick, 1920)
- Typhonia trichodyta (Meyrick, 1924)
- Typhonia triscia (Meyrick, 1914)
- Typhonia troughti (Amsel, 1955)
- Typhonia tylota (Meyrick, 1916)
- Typhonia tyrophanes (Meyrick, 1917)
- Typhonia vadonella (Viette, 1955)
- Typhonia varicosa (Meyrick, 1920)
- Typhonia vorticosa (Meyrick, 1930)
- Typhonia witti Sobczyk, 2012
- Typhonia xanthocrana (Meyrick, 1931)
- Typhonia zalomorpha (Meyrick, 1930)